# Saint-Ludger
Saint-Ludger è un comune del Canada, situato nella provincia del Québec, nella regione di Estrie.